# Fecskefészek-barlang
A Fecskefészek-barlang (spanyolul Sótano de las Golondrinas) egy függőleges barlang (karsztképződmény) Mexikó San Luis Potosí államában, Aquismón község területén.

## Leírása

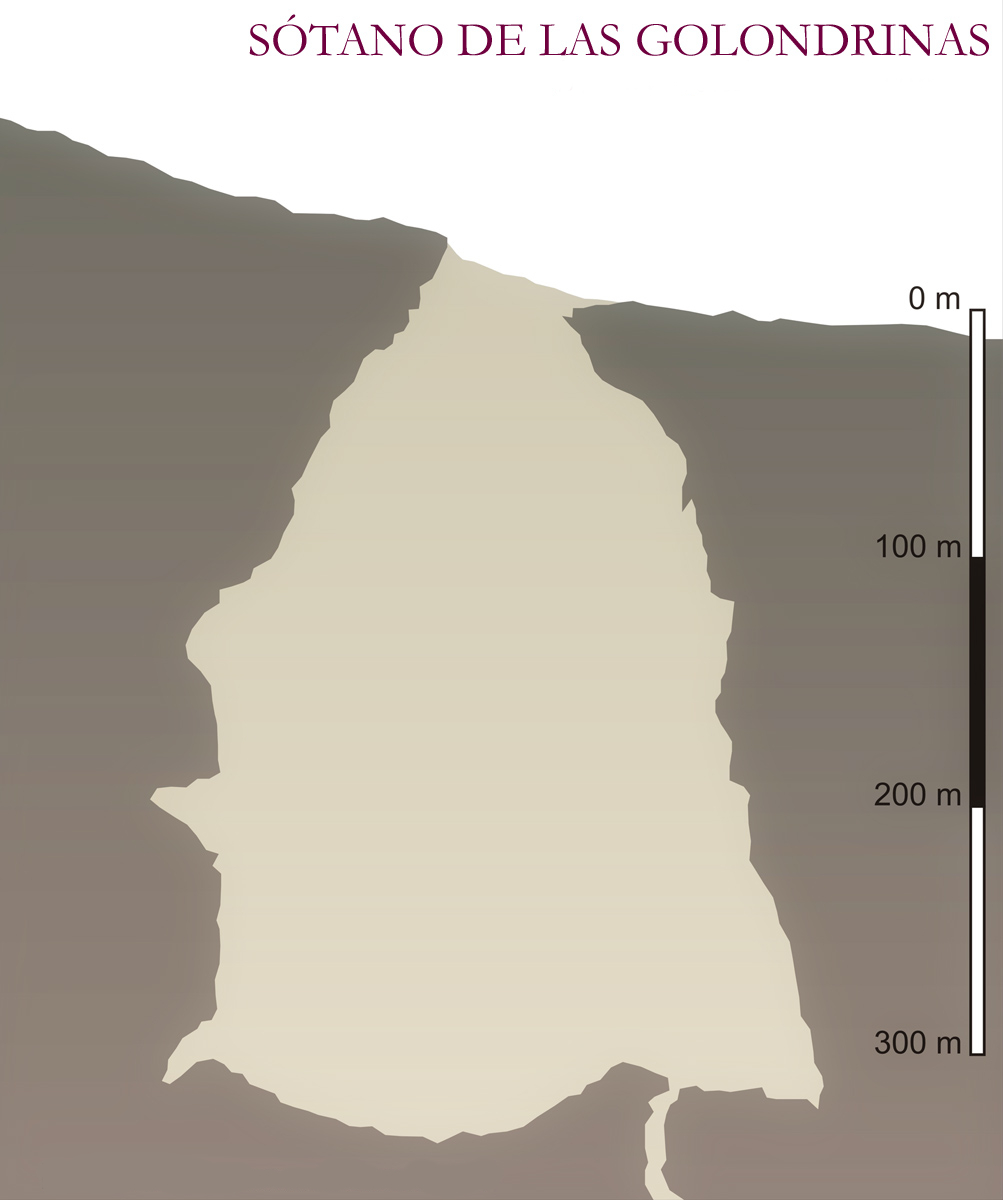
A barlang keresztmetszete

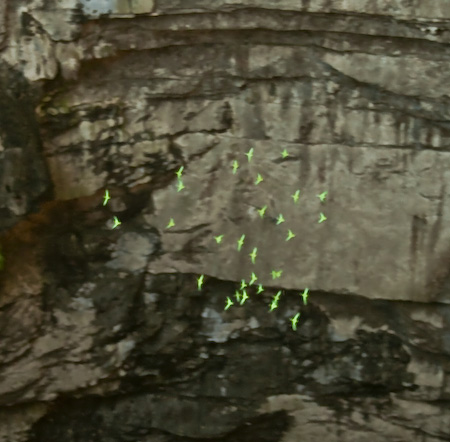
Zöld papagájok a barlangban

Elliptikus nyílása egy karsztos lejtőn helyezkedik el, mérete 49 m × 62 m, de a perem alatt rögtön kitágul, és egy kb. 135 m × 303 m-es teremmé szélesedik. Legmélyebb pontja a nyílás alsó részénél 333 m-rel, a felső részénél 370 m-rel van lejjebb, ezzel a világ legnagyobb függőleges barlangjai közé tartozik.
A barlang környékét dús trópusi erdők borítják, benne alacsony hőmérséklet uralkodik. Esőzések alkalmával valóságos vízesések zúdulnak le a kürtőn. Alját vastag, bűzlő guanóréteg borítja, mely elősegíti a gombák és baktériumok elszaporodását. Bár az alsó rész is látogatható gázálarc nélkül, de a hosszasabban vizsgálódó kutatók számára használata ajánlott.

## Élővilág
A barlang nevét arról kapta, hogy a falában található üregek jellegzetes lakója a sarlósfecske (Apus apus), de szintén nagy számban él itt a zöld ékfarkúpapagáj (Aratinga holochlora) is. Reggel rajokban hagyják el a barlangot és este térnek vissza, ezekben az időpontokban a látogatás nem ajánlott.

## Extrém sportok
A barlang az utóbbi időkben egyre kedveltebb az extrém sportok kedvelői körében: sziklamászók, bázisugrók és ejtőernyősök egyre nagyobb számban látogatják annak ellenére, hogy nehezen megközelíthető. A turizmus növekedése hozzájárul a térség fejlődéséhez is.